# Caugagia
Caugagia es una localidad rumana de la comuna de Baia, en el condado de Tulcea.

## Historia
Hacia comienzos del siglo XX la localidad, que ya por entonces pertenecía al condado de Tulcea, formaba parte de la comuna de Ciamurli-de-Jos, y su población, búlgara, alcanzaba los 121 habitantes.
En la segunda mitad del siglo XX la localidad había pasado a pertenecer a la comuna de Baia. En el censo de 2021 la localidad tenía una población de 217 habitantes.